# 查尔斯·斯塔克韦瑟
查尔斯·雷蒙德·「查理」·斯塔克韦瑟（英語：Charles Raymond "Charlie" Starkweather，1938年11月24日—1959年6月25日）是一名美國青少年縱慾殺手，於1957年12月至1958年1月期間，在内布拉斯加州和怀俄明州謀殺了11人。他有一名共犯，是他的14歲女友卡麗爾·安·富蓋特。
斯塔克韦瑟在被捕的17天後處決，而富蓋特則服刑17年，在1976年獲釋。他們的案件為後世一些電影提供靈感，包括《虐待狂》（1963）、《穷山恶水》（1973）、《加州殺手》（1993）、《天生杀人狂》（1994）、《恐怖幽灵》（1996）。1958年，斯塔克韦瑟在内布拉斯加州被處決後，該州直到1994年才有另一犯人被處決。

## 早年
查尔斯·斯塔克韦瑟生於内布拉斯加州林肯，父母為盖伊·斯塔克韦瑟和海伦·斯塔克韦瑟，他在家裡七兄弟中排名第三。斯塔克韦瑟是工人階級，父親的職業是一名木匠，但因為類風濕性關節炎的關係時常沒有工作，因此要靠擔當侍應的母親維持收入。
斯塔克韦瑟就讀於薩拉托加小學、歐林中學和林肯高中。他有先天性障碍，因為O型腿、發音問題和近視而被同學排擠及取笑。青少年時期的他開始迷上詹姆斯·狄恩主演的電影阿飛正傳，並試圖模仿電影中的詹姆斯·狄恩。
查尔斯·斯塔克韦瑟16歲時從高中退學，在當地一家倉庫當搬運工。1956年，18歲的斯塔克韦瑟在卡麗爾·安·富蓋特姊姊介紹下認識了13歲的她。為了有更多時間與富蓋特相處，他辭去倉庫工作，改為垃圾收集員。作為垃圾收集員，他只賺取最低工資，他認為自己往後的日子也是這樣，因為犯罪是唯一一條財路。後來傳出斯塔克韦瑟想娶富蓋特為妻時，富蓋特的父母決定禁止斯塔克韦瑟進入家門，不能與卡麗爾·富蓋特見面。

## 犯案
1958年12月1日，斯塔克韦瑟殺害了油站職員罗伯特·考爾弗特，並劫走了100美元。富蓋特的父母禁止斯塔克韦瑟再與自己的女兒見面，使斯塔克韦瑟怒不可擋。1958年1月21日，斯塔克韦瑟回到富蓋特家裡，手持步槍，殺了卡麗爾·富蓋特的父母及二歲的繼妹，他們兩人留在家中6天後才開始潛逃，而富蓋特父母屍體亦在他們逃離後不久便被發現。
兩人駕車至内布拉斯加州貝內特，父母友人奧古斯特·迈耶的住所，並殺害了迈耶。後來他們的車陷在泥巴中，他們不得不棄車，搭上倒楣的罗伯特·詹森和卡萝尔·金的順風車。斯塔克韦瑟拿槍命令他們駕回迈耶住處附近，迫使他們進入防風窖，在裡面開槍殺了這對戀人，然後駕他們的車逃去。
他們駕車回林肯，進入有錢人C·劳尔·沃德的大宅，挾持了他的妻子和女傭。直到劳尔·沃德回到家中時，斯塔克韦瑟便瞄準他的頭部開槍，之後再殺了他的妻子和女傭，偷了他們的車，揚長而去。沃德一家遇害在蘭開斯特縣引起騷動，警方逐家逐戶地毯式搜查兇徒，通緝沃德的車和找來國民警衛軍協助。斯塔克韦瑟駕車至怀俄明州。
在怀俄明州，他們決定再一次換車以逃離警方追捕。他發現路邊有一輛停泊的汽車，於是連開9槍打死了車內的默尔·科利森。斯塔克韦瑟拿了車匙試圖啟動汽車，但不成功，反而引起經過的警察注意。富蓋特跑向警察，聲稱自己是人質，而此時斯塔克韦瑟駕車快速逃離現場。經過一場追逐後，斯塔克韦瑟最終被捕。

## 被捕及處決
斯塔克韦瑟選擇引渡回內布拉斯加州受審，認為不管是內布拉斯加州還是怀俄明州受審，最終也會被判死刑。然後他不知道當時怀俄明州州長米爾沃德·辛普森極力反對死刑。斯塔克韦瑟最初供證為富蓋特是他的人質，但他改了數次供證，最終供證為富蓋特是共犯。而富蓋特由始至終聲稱被斯塔克韦瑟挾持，若不就犯則殺害家人，而她亦不意識到其家人已遇害。法官並不接納富蓋特的供證，認為她有無數次逃跑機會。
斯塔克韦瑟只被控謀殺詹森，罪名成立及判處死刑。他在1959年6月25日12:04分在内布拉斯加州立監獄在電椅上用刑。富蓋特則被判終身監禁，在内布拉斯加州女子懲教中心服刑17年半後獲假釋，出獄後改名重新生活。

## 遇害者
1. 罗伯特·考爾弗特（Robert Colvert，21歲），油站職員
2. 马里昂·巴特利特（Marion Bartlettt，58歲），富蓋特繼父
3. 维尔德·巴特利特（Velda Bartlettt，36歲）， 富蓋特母親
4. 贝蒂·琼·巴特利特（Betty Jean Bartlettt，2歲），富蓋特繼妹
5. 奧古斯特·迈耶（August Meyer，70歲），斯塔克韦瑟友人
6. 罗伯特·詹森（Robert Jensen ，17歲），萝尔·金男友
7. 卡萝尔·金（Carol King，16歲），罗伯特·詹森女友
8. C·劳尔·沃德（C. Lauer Ward，47歲），富有企業家
9. 克拉拉·沃德（Clara Ward，47歲），劳尔·沃德妻子
10. 莉莲·芬茨尔（Lillian Fencl ，51歲），沃德女傭
11. 默尔·科利森（Merle Collison ，34歲），旅行業務員

### 引用
1. ↑  Wishart, David J. . U of Nebraska Press. 2004: 462  [2010-10-22]. ISBN 978-0-8032-4787-1. （原始内容存档于2021-02-04）.
2. ↑  Rule, Ann. . Simon and Schuster. 2004: 224  [2010-10-22]. ISBN 978-0-671-69139-4. （原始内容存档于2021-02-04）.
3. ↑  Flowers, R. Barri; H. Loraine Flowers. . McFarland. April 2005: 176  [2010-10-22]. ISBN 978-0-7864-2075-9. （原始内容存档于2021-02-05）.
4. 1 2  Charles Starkweather 的存檔，存档日期2010-11-27., biography.com; accessed June 21, 2015.
5. ↑  Killers ISBN 978-0-752-20850-3 p. 174
6. 1 2 3 4 5  Charles Starkweather and Caril Ann Fugate （页面存档备份，存于）, retrieved (December 9, 2009)
7. 1 2  . Journal Star. 2009-04-01  [2019-06-30]. （原始内容存档于2019-06-30）.
8. 1 2  . biography.com. 2014-04-01  [2019-06-30]. （原始内容存档于2021-03-02）.
9. ↑  . houghtco. 2019-05-23  [2019-06-30]. （原始内容存档于2019-10-15）.
10. ↑  Profile 的存檔，存档日期2013-11-30., trutv.com; accessed June 18, 2015.
11. ↑  . Omaha World-Herald. 2014-10-14  [2019-06-30]. （原始内容存档于2019-06-30）.
12. ↑  . The Miami News. 1959-06-25: 1-A  [2014-04-28].[]
13. ↑  . 紐約時報. 1976-06-09  [2019-06-30]. （原始内容存档于2019-06-30）.

## 外部連結
- Bardsley, Marilyn. Charles Starkweather & Caril Fugate. Crime Library. Retrieved on 2009-07-30.
- 在Find a Grave上的查尔斯·斯塔克韦瑟
- Charles Starkweather and Caril Ann Fugate Trials: 1958 （页面存档备份，存于） at law.jrank.com
- "Redheaded Peckerwood" on Christian Patterson web site. （页面存档备份，存于）
- Nebraska State Historical Society （页面存档备份，存于）
- Life Magazine article Feb. 10, 1958 （页面存档备份，存于）